# Gray (Géorgie)
Pour les articles homonymes, voir Gray.
La ville américaine de Gray est le siège du comté de Jones, dans l’État de Géorgie.

## Démographie
| 1920 | 1930 | 1940 | 1950 | 1960  | 1970  |
| ---- | ---- | ---- | ---- | ----- | ----- |
| 559  | 653  | 698  | 866  | 1 320 | 2 014 |

| 1980  | 1990  | 2000  | 2010  | - | - |
| ----- | ----- | ----- | ----- | - | - |
| 2 145 | 2 189 | 1 811 | 3 276 | - | - |

## Source
- (en) Cet article est partiellement ou en totalité issu de l’article de Wikipédia en anglais intitulé « Gray, Georgia » (voir la liste des auteurs).